# 西三荘駅
西三荘駅（にしさんそうえき）は、大阪府門真市元町にある、京阪電気鉄道京阪本線の駅。駅番号はKH12。
敷地の一部は大阪府守口市橋波東之町にまたがる。

## 歴史
守口駅（現・守口市駅） - 寝屋川信号所間の連続立体交差化と複々線化工事が1972年（昭和47年）11月28日に着工され、同工事に伴い新設された駅である。
当駅が開設されるまで、当駅の京都寄り約200 m、現在の高架下商業施設「エル西三荘」の4 - 8区画付近に門真駅があった。
当駅は新駅の扱いである。この新駅の名称案には、当初「西門真駅」と「東守口駅」（仮称は「松下前駅」としているものもある）の2つがあったが、結局はどちらも採用されず、駅下を流れる西三荘川（現在は暗渠）を駅名に採用した。
正式な開業は1975年（昭和50年）3月23日であるが、1974年（昭和49年）10月の下り線（大阪行き）高架化により門真駅として先行開業、上り線（京都行き）が複線高架化された際（現在の大阪行きA線を使用）に現在の駅名に改められた。その後も複々線化工事の進展に合わせ、1976年（昭和51年）5月に現在の京都行きホームの使用を開始（この時は京都行・大阪行とも外側線のみを使用）、最後に京都行き仮ホームを撤去して、同年9月のダイヤ改正にあわせて複々線の使用を開始した。
複々線高架化工事完成後、高架下に商業スペース「エル西三荘」がオープン。そのほか駐輪場の設置、8連に対応するためのホーム延長工事、冷房待合室の設置がなされている。

### 年表

#### 門真駅
- 1910年（明治43年）4月15日：京阪本線天満橋 - 五条間開通に伴い開業。
- 1943年（昭和18年）10月1日：会社合併により京阪神急行電鉄（現・阪急電鉄）の駅となる。
- 1944年（昭和19年）7月16日：急行および準急の停車駅になる。
- 1946年（昭和21年）2月15日：急行の通過駅になる。
- 1949年（昭和24年）12月1日：会社分離により京阪電気鉄道の駅となる。
- 1974年（昭和49年）10月6日：複線のうち下り線のみ高架化。下りホームを門真駅のホームとして先行使用開始[4]。
- 1975年（昭和50年）3月23日：上り線高架化による西三荘駅開業に伴い廃止[4]。

#### 西三荘駅
- 1975年（昭和50年）3月23日：上り線高架化と同時に開業[4]。
- 1976年（昭和51年）
  - 5月16日：仮設上りホーム撤去、上りホーム竣工使用開始[6]。
  - 8月9日：自動改札口使用開始[7]
  - 9月12日：高架複々線化[4]。
- 1979年（昭和54年）10月6日：高架下に商業スペース「エル西三荘」がオープン[5]。
- 1988年（昭和63年）11月28日：有料駐輪場営業開始[8]。
- 1989年（平成元年）2月13日：上下線のホームを8両編成に対応させるために延伸[9]。
- 1993年（平成5年）8月2日：上下線のホーム待合室を冷房化[10]。
- 2001年（平成13年）5月：車椅子用階段昇降機をコンコースと地上の間に設置[11]。
- 2009年（平成21年）12月23日：身体障害者対応のエレベーター3基が設置、使用開始[12]。
- 2010年（平成22年）12月24日：上下線のホームに異常通報設置を設置[13]。

## 駅構造
通過線2本を挟んだ相対式2面2線のホームを持つ高架駅。改札・コンコースは2階、ホームは3階にある。改札口は1ヶ所のみ。改札外にはコンビニエンスストア（アンスリー）があるほか、高架下には「エル西三荘」と呼ばれる店舗群がある。なお、駅前広場・ロータリーなどは設けられていない。

### のりば
| 番線 | 路線      | 方向 | 行先                 |
| ---- | --------- | ---- | -------------------- |
| 1    | ■京阪本線 | 上り | 三条・出町柳方面     |
| 2    | ■京阪本線 | 下り | 淀屋橋・中之島線方面 |

付記事項
- 両ホームとも有効長は8両。1・2番線の間に通過線（A線）があるが、ホームは設置されていない。ホームがあるのは複々線の外側2線（B線）のみである。
- 2008年4月より番線表示が行われるようになった。
- バリアフリー化の一環としてエレベーター設置工事が行われ、2009年12月23日に竣工した[12]。

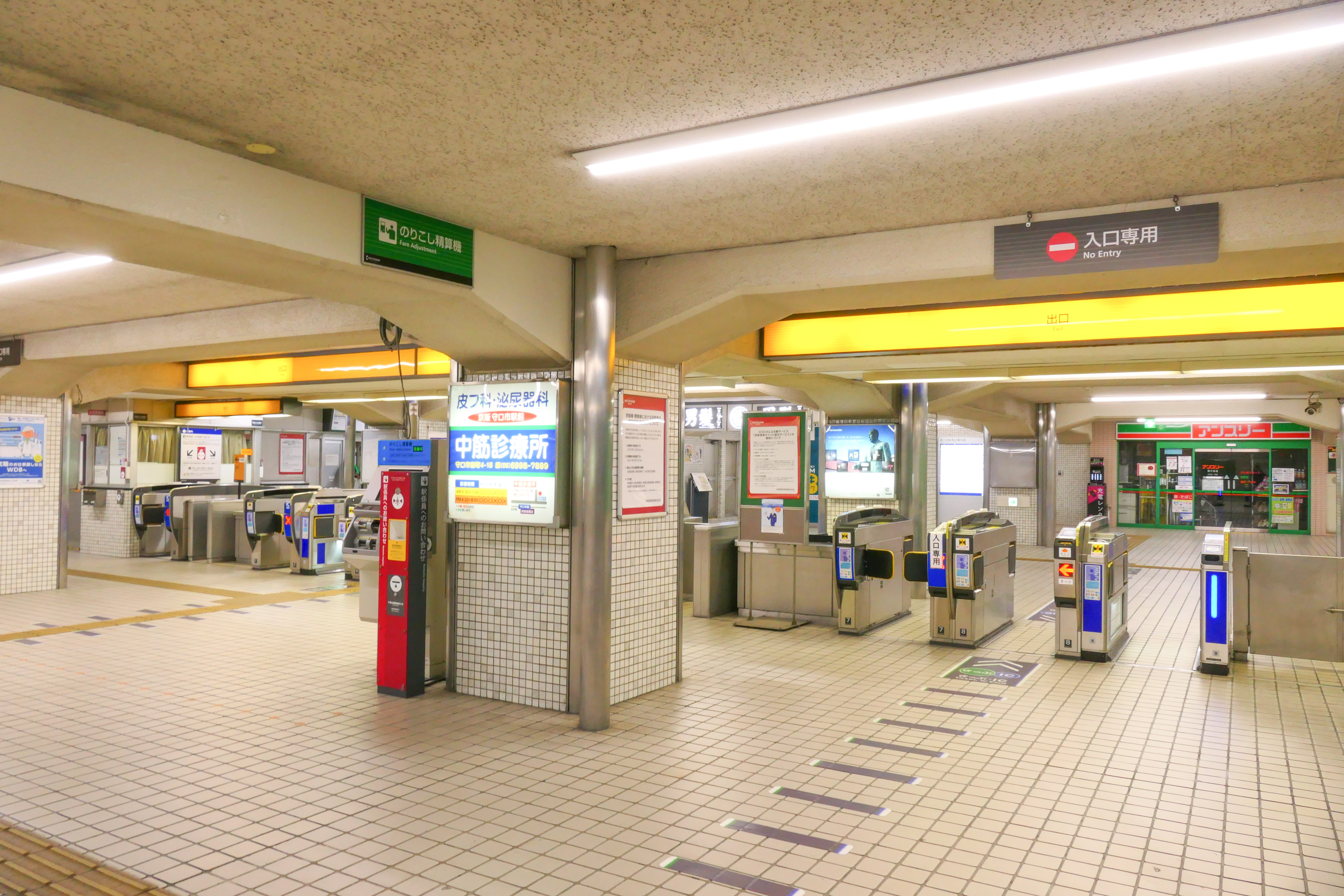
改札口（2021年1月）
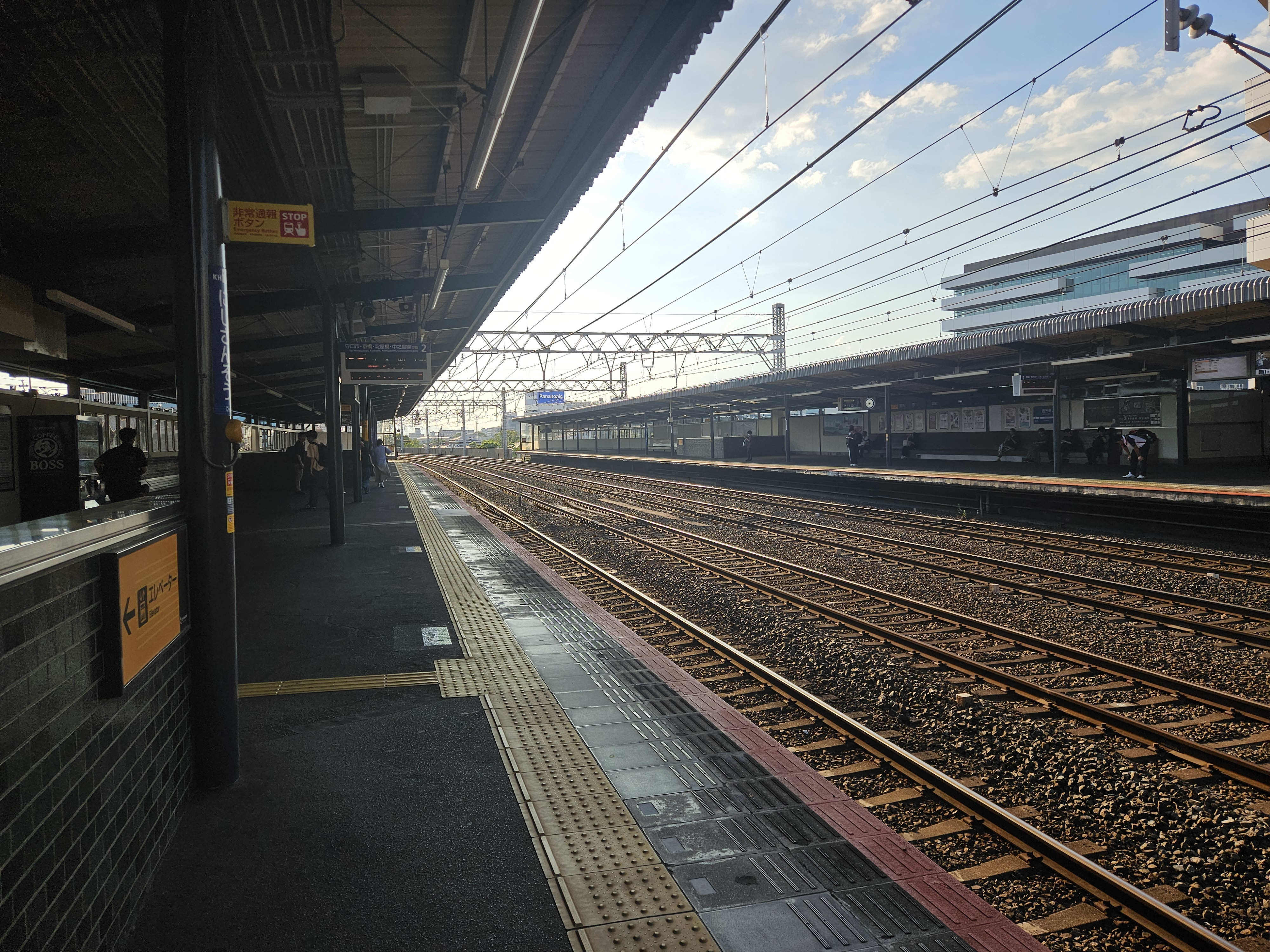
ホーム（2025年7月）
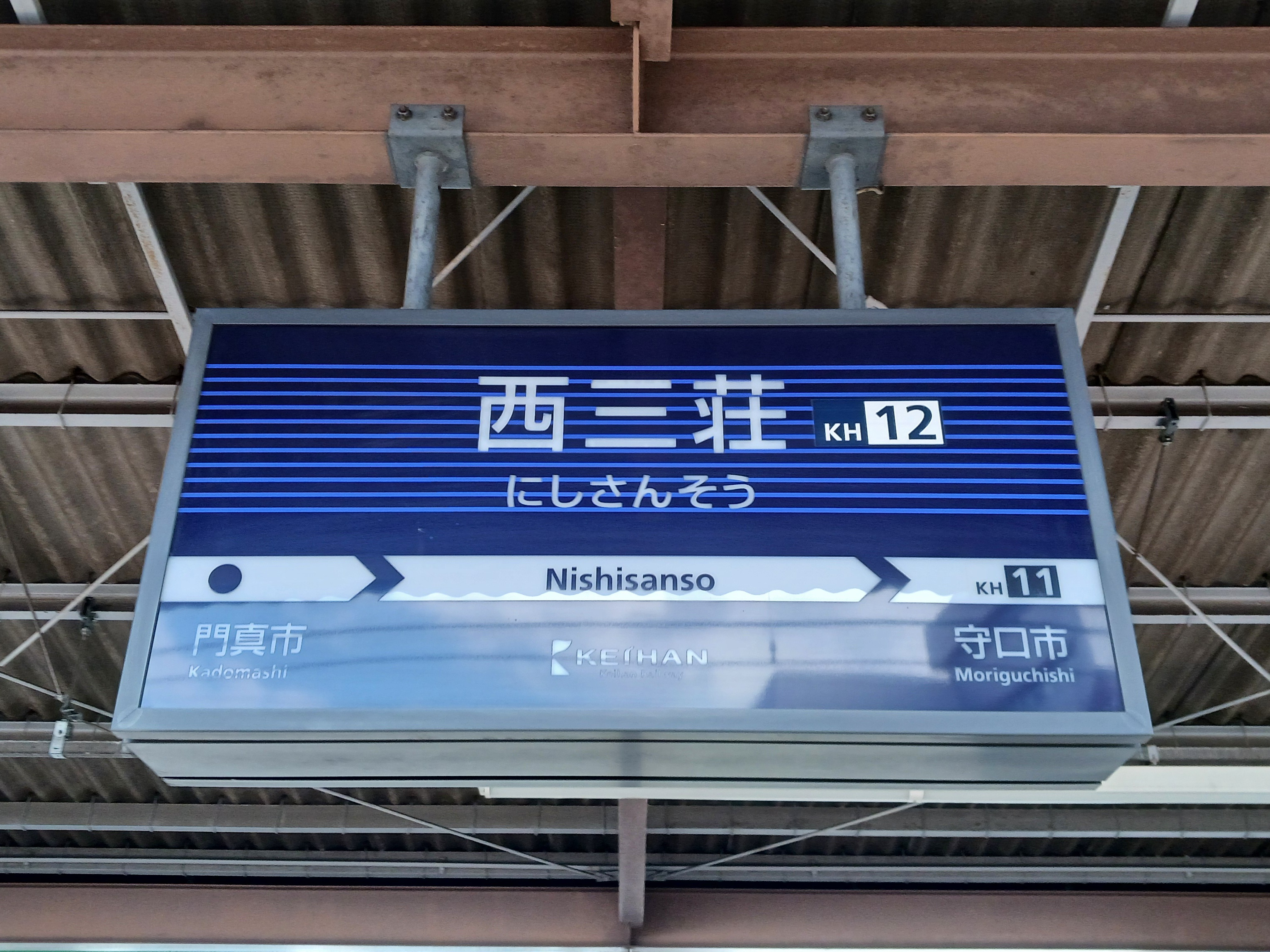
駅名標（2024年8月）

## 利用状況
2022年（令和4年）度の特定日における1日乗降人員は15,833人である。新型コロナウイルス感染症の影響で2020年以降大きく乗降人員が減少している。
各年度の特定日における1日乗降・乗車人員は下表の通りである。
| 年度   | 特定日   | 特定日   | 出典   |
| 年度   | 乗降人員 | 乗車人員 | 出典   |
| ------ | -------- | -------- | ------ |
| 1995年 | 27,268   | 13,163   | [ 15 ] |
| 1996年 | -        | -        | [ 16 ] |
| 1997年 | -        | -        | [ 17 ] |
| 1998年 | 25,357   | 12,155   | [ 18 ] |
| 1999年 | -        | -        |        |
| 2000年 | 25,613   | 12,206   | [ 19 ] |
| 2001年 | -        | -        |        |
| 2002年 | 25,291   | 12,052   | [ 20 ] |
| 2003年 | 24,781   | 11,927   | [ 21 ] |
| 2004年 | 24,555   | 11,801   | [ 22 ] |
| 2005年 | 24,232   | 11,700   | [ 23 ] |
| 2006年 | 24,990   | 12,093   | [ 24 ] |
| 2007年 | 26,032   | 12,563   | [ 25 ] |
| 2008年 | 26,263   | 12,682   | [ 26 ] |
| 2009年 | 25,198   | 12,373   | [ 27 ] |
| 2010年 | 25,252   | 12,288   | [ 28 ] |
| 2011年 | 25,196   | 12,090   | [ 29 ] |
| 2012年 | 24,309   | 11,619   | [ 30 ] |
| 2013年 | 22,971   | 11,034   | [ 31 ] |
| 2014年 | 21,462   | 10,366   | [ 32 ] |
| 2015年 | 21,743   | 10,490   | [ 33 ] |
| 2016年 | 22,496   | 11,030   | [ 34 ] |
| 2017年 | 22,455   | 10,895   | [ 35 ] |
| 2018年 | 22,834   | 11,096   | [ 36 ] |
| 2019年 | 22,713   | 11,044   | [ 37 ] |
| 2020年 | 16,227   | 7,909    | [ 38 ] |
| 2021年 | 15,644   | 7,619    | [ 39 ] |
| 2022年 | 15,833   | 7,685    | [ 40 ] |

## 駅周辺

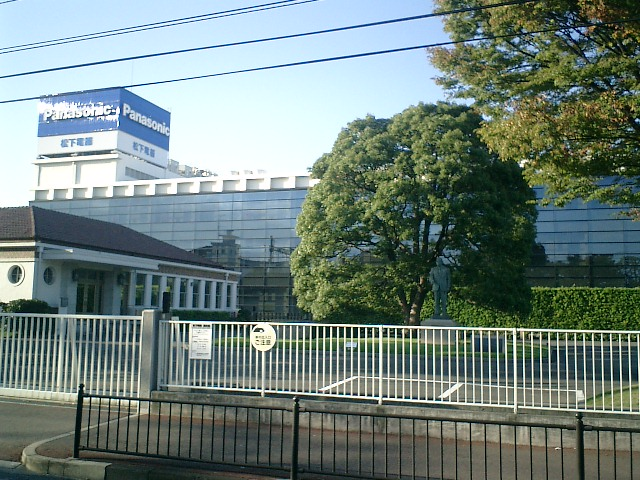
パナソニック 西門真事業場（松下電器時代）

パナソニック関連の事業場、工場が多い。そのため2000年（平成12年）頃までは、車内放送の際「西三荘・松下前」と呼称していたこともあった。

### 企業
- パナソニック本社
- エスティック
- 日本郵便門真元町郵便局 - かつては旧門真駅前に所在したが、2024年（令和6年）3月18日に当駅前のPanasonic XC KADOMA 2階へ移転した[41] [42]。

### 施設
- パナソニックミュージアム 松下幸之助歴史館／ものづくりイズム館
- さくら広場（約190本のソメイヨシノが植えられている）
- エル西三荘[43]（高架下のショッピングモール）
- TOMO-NI[44]（コワーキングスペース、イタリアン他）
- 守口市現代南画美術館（南画家の直原玉青より作品の寄贈を受け開館）
- 天乃神社（境内に「直原玉青」の歌碑が有る）
- 西三荘ゆとり道[45]（天乃神社付近から花博記念公園へと続く約2kmの散歩道）
- 門真本町商店会組合

### 学校
- 大阪電気通信大学高等学校

## 隣の駅
京阪電気鉄道
京阪本線
■快速特急「洛楽」・□ライナー・■特急・■通勤快急・■快速急行・■急行・■通勤準急・■準急
通過
■区間急行・■普通
守口市駅 (KH11) - 西三荘駅 (KH12) - 門真市駅 (KH13)
- 括弧内は駅番号を示す。